# Pocadicnemis carpatica
Pocadicnemis carpatica là một loài nhện trong họ Linyphiidae.
Loài này thuộc chi Pocadicnemis. Pocadicnemis carpatica được miêu tả năm 1894 bởi Chyzer.